# Apisai Domolailai

b Matchs officiels uniquement.
Apisai Domolailai, né le 16 avril 1989 à Sigatoka (Fidji), est un joueur de rugby à XV et rugby à sept fidjien évoluant au poste d'avant en rugby à sept. International fidjien de rugby à sept depuis 2013, il fait partie de l'équipe qui remporte les éditions 2015 et 2016 des World Rugby Sevens Series et de l'équipe qui participe aux Jeux olympiques de Rio. Avec celle-ci, il devient champion olympique.

## Biographie
Il est le neveu de Isoa Domolailai, international fidjien de rugby à XV.